# Daoud Khan Undiladzé
 (mars 2021).
Si vous disposez d'ouvrages ou d'articles de référence ou si vous connaissez des sites web de qualité traitant du thème abordé ici, merci de compléter l'article en donnant les références utiles à sa vérifiabilité et en les liant à la section « Notes et références ».
Daoud Khan Undiladzé (en persan : داوود خان ; mort après 1633) est un chef militaire, un gouverneur séfévide d’origine géorgienne et un beglarbeg de Gandja et du Karabagh de 1625 à  1630.

## Biographie
Daoud Khan Undiladzé est le fils cadet du général et ministre géorgien Allahverdi Khan Undiladzé (mort en 1613), dont la famille est toute-puissante à la cour d’Ispahan sous le règne de Chah Abbas. Bien que musulman, Daoud Khan a conservé des relations étroites avec son pays d’origine. Il a même épousé la princesse Hélène, une des sœurs de Teimouraz Ier de Kakhétie, et il est en très bon termes avec le « Grand Mouravi » Georges Saakadzé, qui s’est lui-même converti à l’islam après s’être réfugié à Ispahan 1612. Dans ce contexte, Daoud Khan cherche à jouer un rôle de médiateur entre Chah Abbas et ses vassaux géorgiens révoltés.
En 1629, après la mort de Chah Abbas, c’est un autre Géorgien, le prince Khosro Mirza, un fils illégitime de Daoud Khan, le roi renégat de Karthli, qui est à la tête du parti qui a imposé sur le trône Chah Safi Ier, un des petits-fils du souverain défunt.
Afin de consolider son influence sur le gouvernement, Khosro Mizra s’emploie immédiatement à exclure du pouvoir le clan Undiladzé et il réussit à convaincre le nouveau Chah de priver Daoud Khan de ses commandements. Allarmé par l’élimination de ses partisans de la cour d’Ispahan, Daoud Khan s’enfuit en Géorgie auprès de son beau-frère Teimouraz Ier de Kakhétie, qui est entré en révolte ouverte contre les Iraniens. Les rebelles lancent plusieurs attaques infructueuses contre Gandja.
Après sa défaite en 1633 et dans l’obligation de traiter, Teimouraz Ier refuse de livrer Daoud Khan aux Iraniens et favorise sa fuite dans les territoires contrôlés par les ottomans, où Daoud Khan Undiladzé disparaît de l’histoire.
En représailles, Safi Ier fait alors exécuter les frères de Daoud Khan, dont Iman Qouli Khan Undiladzé, et castrer ses fils, ce qui marque la fin du pouvoir de la famille Undiladzé sur la Perse séfévide.